# Tornet jujube
Tornet jujube (Ziziphus spina-christi) er en tornet og stedsegrøn busk eller et mellemstort træ med grøngule blomster og spiselige stenfrugter. Planten bliver dyrket i Mellemøsten for disse frugters skyld.

## Kendetegn
Tornet jujube er en stor, stedsegrøn busk eller et mellemstort træ med en bred og tæt forgrenet krone. Unge grene er overhængende, og hovedstammen er vredet. Barken er først grå-hvid og helt eller næsten helt hårløs. Senere bliver den grågul og svagt furet. Gamle grene og stammer får en rødbrun, ribbet og skællet bark. Akselbladene er ofte, men ikke altid omdannet til et tornpar, hvor den ene er opret og lige, mens den anden er tilbagebøjet og krum. Bladene sidder spredt, og de er hele og bredt ovale med tre lyse hovedribber og en fint tandet rand. Oversiden er hårløs og grågrøn, mens undersiden er lysere og mere eller mindre hårklædt. Blomstringen foregår i juni-juli, hvor man finder blomsterne siddende samlet i små stande fra bladhjørnerne. Blomsterstilkene er hvidfiltede, og de enkelte blomster er små, 5-tallige og regelmæssige med gulgrønne kronblade. Frugterne er stenfrugter med gul og senere brun hud.
Rodsystemet består af vidtrækkende og dybtgående hovedrødder og talrige siderødder. Blomsterne er rige på nektar og søges gerne af honningbier.
Planten når en højde i hjemlandet på ca. 10 m, mens kronens diameter kan være endnu større: 12-15 m.

## Hjemsted
Tornet jujube har sit naturlige voksested i Østafrika, Nordafrika, Mellemøsten, Iran, Pakistan og Indien. Arten er salt-, varme- og tørketålende, men frostfølsom. Den tåler ørkenklima, men foretrækker lysåbne voksesteder med en veldrænet, lerholdig jord.
På Fayfabjergene i det sydlige Arabien findes endnu rester af skove, som ikke er græsset til ukendelighed. Her vokser arten sammen med bl.a. Acacia abyssinica og Acacia ehrenbergiana (begge arter af Akacie), almindelig oliven, Dracaena ombet (en art af slægten Dracæna), hvidgul fløjlsblomst, Juniperus procera (en art af ene), morbærfigen, Plectranthus asirensis (en art af Mølplante), Pulicaria schimperi (en art af Loppeurt), Tamarinde og Teucrium yemense (en art af kortlæbe)

## Galleri
|  |  |  |  |

## Note
1. ↑  Peter Martin Rhind: Plant Formations in the South Arabian BioProvince (Webside ikke længere tilgængelig) – summariske lister over vegetationstyperne (engelsk)